# 草酸亚铬
草酸亚铬是一种铬化合物，化学式 CrC2O4。

## 制备
根据Nikumbh等人的说法，可以通过在脱气的水溶液中由五水合硫酸亚铬与草酸钠和草酸的混合物反应来制备CrC2O4·2H2O。 其表征在于燃烧后的元素分析，红外光谱，热重分析和粉末X射线衍射。  草酸亚铬被测得的磁矩为4.65 BM，表明铬离子不形成Cr-Cr键，并具有高自旋的八面体配位几何。 这将与其他线性聚合二价金属草酸盐的结构和通式一致 MC2O4·2H2O (M = Mg, Fe, etc.)。 在惰性气体氛围加热到 140 °C 时，二水合物会失水，形成无水 CrC2O4。 更高温下（320 °C），无水草酸亚铬会分解成各种氧化铬的混合物。
Milburn和Taube提出的数据表明，铬(II)在酸性水溶液中会在几分钟内将草酸盐还原成乙醇酸盐。因此，如果要从酸性水溶液中制备草酸铬(II)来作为稳定的Cr2+化合物，则将产生一些疑问。 